# Back in the Game
Back in the Game – singiel amerykańskiej grupy hip-hopowej Wu-Tang Clan, wydany w 2001 roku, nagrany z gościnnym udziałem Rona Isleya z grupy The Isley Brothers. Utwór został wyprodukowany duet Trackmasters i został wydany na albumie Iron Flag.

## Lista utworów
1. „Back in the Game (Radio Version)” – 3:55
2. „Back in the Game (TV Track)” – 3:55
3. „Back in the Game (Main)” – 4:26
4. „Back in the Game (Acapella)” – 4:26